# Weberei Damsau

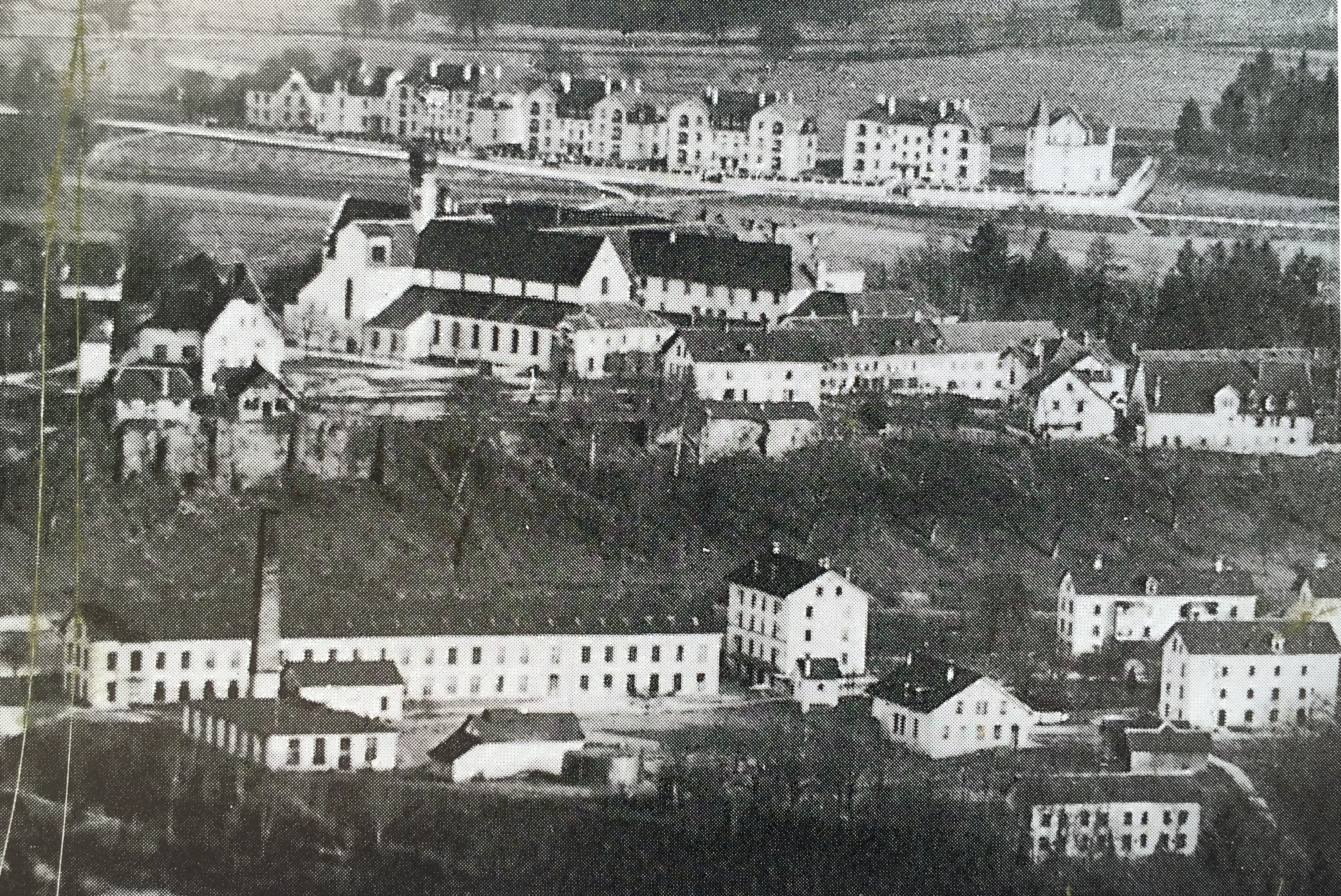
Die Weberei Damsau 1912 im Vordergrund; dahinter das Kloster in Wettingen, dazwischen die Limmat (verdeckt)

Die Weberei Damsau lag an der Limmat auf dem Gemeindebann von Neuenhof (etwa 18 km nordwestlich von Zürich) im Kanton Aargau/Schweiz.

## Geschichte

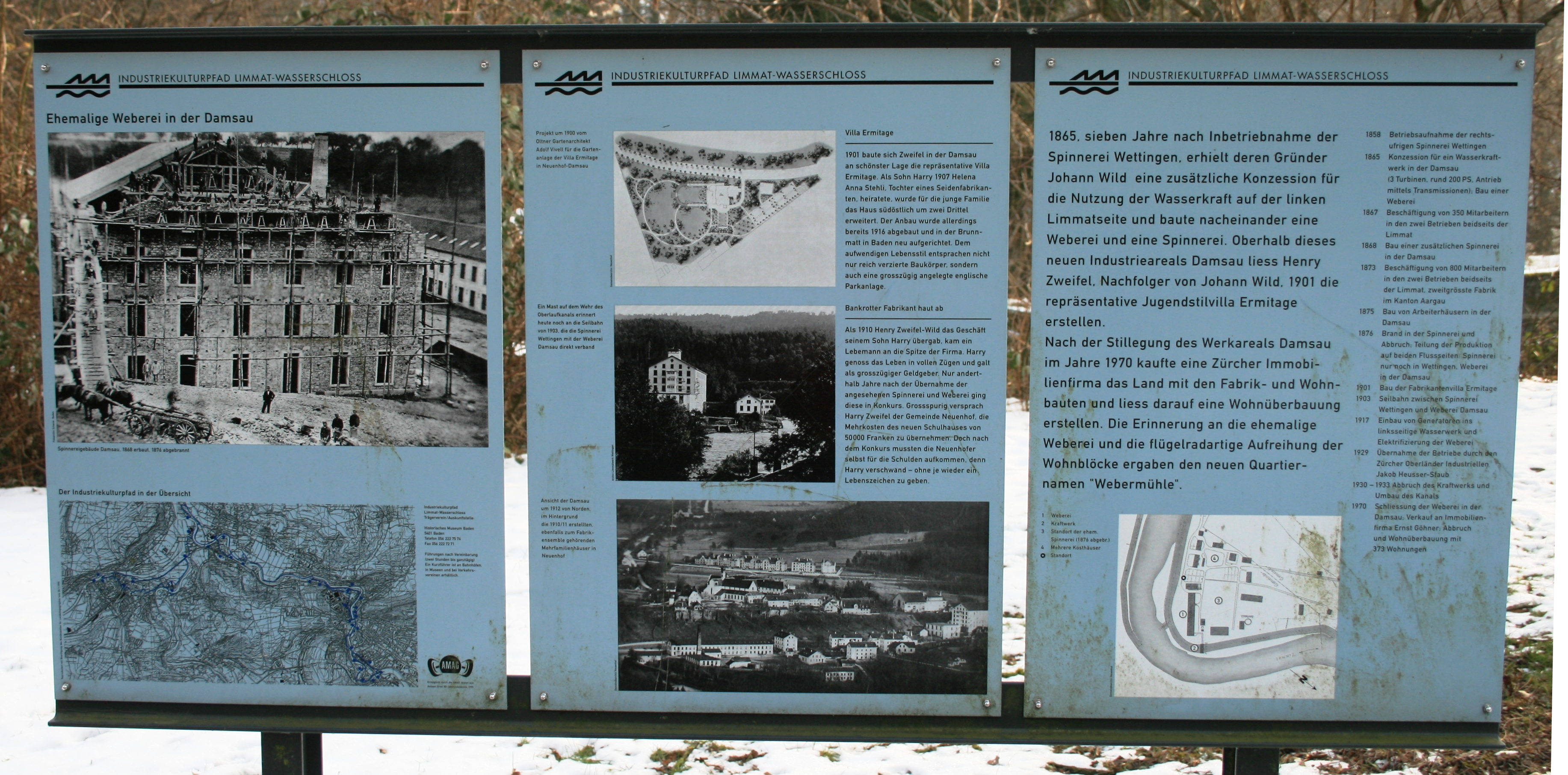
Infotafeln über die Weberei bei der Webermühle

Im Jahr 1865 erhielt Johann Wild, Gründer der Spinnerei Wettingen, auf der Klosterhalbinsel rechts der Limmat eine Konzession für die Nutzung des Wassers  auch von der linken Seite des Flusses aus. Dafür errichtete er in der Damsau eine Weberei mit drei Turbinen, die insgesamt eine Leistung von 200 PS brachten.  Im Jahr 1873 hatte die Fabrik zusammen mit der Spinnerei auf der Wettinger Flussseite bereits 800 Mitarbeiter und war zu dieser Zeit die zweitgrösste Fabrik im Kanton Aargau. Das Gebäude der Spinnerei wurde 1876 durch einen Brand zerstört und die Produktion wurde danach so aufgeteilt, dass in der Damsau nur noch die Weberei betrieben wurde und auf der Wettinger Flussseite die Spinnerei. 1903 wurde zwischen der Spinnerei und der Weberei eine Seilbahn gebaut, 1917 wurden Generatoren eingebaut und die Weberei elektrifiziert. Im Jahre 1970 wurde die Weberei geschlossen und abgebrochen. An ihrer Stelle wurde die Webermühle erbaut.